# Anne de Noailles
Ana de Noailles, (1er) Duque de Noailles (nacido después de 1613 - París, 15 de febrero de 1678), fue un noble francés cuyos dos hijos compraron la Casa de Noailles a la prominencia en la corte real francesa. Antes de ser creado duque en 1663, era conde.

## Breve biografía
Hijo de François de Noailles, fue creado el "Conde de Ayen" en 1663. Fue creado el duque de Noailles durante el reinado de Luis XIV en 1663.

### Matrimonio e hijos
El 13 de diciembre de 1645 se casó con Louise Boyer, con quien tuvo seis hijos:
1. Anne Jules de Noailles, duque de Noailles (5 de febrero de 1650 - 2 de octubre de 1708) se casó con Marie Françoise de Bournonville y tuvo hijos.
2. Luis Antonio de Noailles (27 de mayo de 1651 - 4 de mayo de 1729), obispo y cardenal, que permaneció soltero. Conocido como el Cardenal de Noailles.
3. Jacques de Noailles (9 de noviembre de 1653 - 22 de abril de 1712) murió soltero.
4. Jean François de Noailles 28 de agosto de 1658 - 23 de junio de 1692), "Marqués de Noailles". Se casó con Marguerite Thérèse Rouillé en 1687 y tuvo hijos.
5. Luisa Ana de Noailles (1662-1693) se casó con Henri de Beaumanoir, marqués de Lavardin.
6. Juan Bautista Luis Gastón de Noailles (8 de julio de 1669 - 15 de septiembre de 1720) Obispo de Châlons.